# Blau-Weiß Lohne
Der TuS Blau-Weiß Lohne (offiziell: Turn- und Sportverein Blau-Weiß Lohne von 1894 e. V.) ist ein Sportverein aus Lohne im Landkreis Vechta.

## Geschichte
Im Jahre 1894 wurde in Lohne der TV 1894 Lohne gegründet, der seinerzeit der erste Turnverein der Stadt war. Der erste Fußballverein folgte im Jahre 1910 mit dem Fußballklub Olympia Lohne. Am 1. Mai 1914 fusionierten beide Vereine zum TuS 1894 Lohne. Nach dem Ende des Ersten Weltkrieges wurde mit dem FC Roland Lohne ein weiterer Fußballverein ins Leben gerufen. Im Jahre 1929 wurde mit der DJK Blau-Weiß Lohne ein zweiter Fußballverein in der Stadt gegründet. Am 22. Oktober 1934 beschlossen die Generalversammlungen des FC Roland Lohne und der DJK Blau-Weiß Lohne den Zusammenschluss beider Vereine unter dem Namen Sportvereinigung Lohne. Zwei Jahre später trat der TuS 1894 Lohne ebenfalls der Sportvereinigung Lohne bei. 

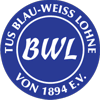
Vereinslogo bis 2016

Nach dem Ende des Zweiten Weltkriegs wurde am 22. Oktober 1945 aus diesem Zusammenschluss der Turn- und Sportverein Blau-Weiß Lohne von 1894, welcher bis heute besteht. Insgesamt bietet der Verein ein Sportangebot in 17 Abteilungen (Stand: Juni 2025) an und hat 4000 Mitglieder (Stand: August 2019). Neben Fußball bietet Blau-Weiß Lohne noch American Football (Lohne Longhorns), Badminton, Basketball, Boxen, Darts (seit 2025), Gesundheitssport, Handball, Karate, Judo, Leichtathletik, Poolbillard, Schwimmen, Taekwon-Do, Tischtennis, Turnen und Volleyball an (Stand: Juni 2025). In den 1970er Jahren verfügte der Verein auch über eine Tennisabteilung.

## Fußball

### Geschichte
Größter Erfolg des FC Roland Lohne war die Gaumeisterschaft von Wildeshausen. Erfolgreicher war die DJK Blau-Weiß Lohne. Im Jahre 1932 gewann der Verein nach einem 5:4 über Raspo Osnabrück die niedersächsische Meisterschaft der Deutschen Jugendkraft und wurden anschließend mitteldeutscher DJK-Meister. Zwischen 1934 und 1936 spielte die SpVgg in der zweithöchsten Spielklasse und rutschte anschließend auf Kreisebene ab.
Im Jahre 1949 gehörte Blau-Weiß Lohne zu den Gründungsmitgliedern der drittklassigen Amateurliga 2. Schnell gehörte der Verein zu den Spitzenmannschaften der Liga. Gleichzeitig begann aber auch die bis heute andauernde Aversion gegen Aufstiegsspiele. Im Jahre 1952 verlor Blau-Weiß das Endspiel um die Staffelmeisterschaft gegen Sparta Nordhorn. Nach sechs Vizemeisterschaften gewannen die Lohner 1964 die Meisterschaft. Den möglichen Sprung in die Landesliga Niedersachsen wurde in der Aufstiegsrunde verpasst. Nach der Auflösung der Amateurligen spielte Blau-Weiß Lohne ab 1964 in der viertklassigen Verbandsliga West weiter. 1966 wurde man nach einem 2:1-Sieg nach Verlängerung gegen die SpVgg Gaste-Hasbergen Meister, scheiterte aber erneut in der Aufstiegsrunde. Nach mehreren Jahren im Mittelmaß sorgte Blau-Weiß 1972 im Norddeutschen Pokal für Furore, als man zunächst den TuS Celle und den Itzehoer SV ausschalten konnte. Erst der damalige Regionalligaspitzenreiter VfL Wolfsburg konnte die Lohner stoppen.
Im Jahre 1978 folgte die nächste Verbandsligameisterschaft, dieses Mal mit elf Punkten Vorsprung auf den TuS Haste 01. Erneute versagte den Blau-Weißen in der Aufstiegsrunde die Nerven, als man am letzten Spieltag zu Hause vor 3.000 Zuschauern gegen den Lüneburger SK verlor. Vier Jahre später gelang dann der Aufstieg in die höchste Liga Niedersachsens, allerdings durften in dieser Saison alle Meister aufsteigen, so dass keine Aufstiegsrunde nötig war. Auf Anhieb konnten sich die Lohner die Meisterschaft sichern, scheiterten aber nach gutem Start in die Aufstiegsrunde zur Oberliga Nord. Die nächste Aufstiegschance ergab sich 1988, als die Lohner hinter dem VfL Herzlake Vizemeister wurden. Am letzten Spieltag der Aufstiegsrunde verlor man mit 2:3 beim Meiendorfer SV.
Auch der dritte Versuch, in die Oberliga Nord aufzusteigen, schlug fehl. Mit Glück erreichten die Blau-Weißen als Dritter die Aufstiegsrunde. Lohne wies gegenüber den punktgleichen Mannschaften vom Lüneburger SK, TSV Verden und VfR Osterode 08 die beste Tordifferenz auf. Kurz vor Beginn der Aufstiegsrunde musste Trainer Klaus Ebel gehen und die Mannschaft verpasste erneut den Klassensprung. Im Jahre 1994 qualifizierten sich die Lohner für die neu geschaffene Oberliga Niedersachsen/Bremen und spielte damit erstmals oberhalb des Landesverbandes. Nach zwei fünften Plätzen folgte im Jahre 1997 der Abstieg. Blau-Weiß gelang der direkte Wiederaufstieg, dem sich drei weitere Jahre in der Oberliga anschließen. Im Jahre 2006 stieg Blau-Weiß Lohne aus der Niedersachsenliga West ab und konnte sich bis ins Jahr 2009 in der Bezirksoberliga Weser/Ems halten. Drei Jahre später gelang der Aufstieg in die Landesliga Weser/Ems.
Dort wurden die Lohner 2017 Vizemeister hinter dem SV Atlas Delmenhorst. Am letzten Spieltag verspielten die Lohner durch ein Unentschieden beim SV Bad Rothenfelde den Titel. Auch in der folgenden Saison 2018/19 verpassten die Blau-Weißen am letzten Spieltag den Aufstieg. Da Meister SV Bevern frühzeitig seinen Aufstiegsverzicht erklärte, reichte Platz zwei für den Sprung in die Oberliga. Am letzten Spieltag verlor Lohne bei Vorwärts Nordhorn mit 1:4, während der Konkurrent Kickers Emden gleichzeitig mit 2:1 bei Grün-Weiß Mühlen gewann und aufgrund der besseren Tordifferenz noch an die Lohner vorbeizog. Schließlich gelang 2020 der Aufstieg in die Oberliga, dem zwei Jahre später der Aufstieg in die Regionalliga Nord folgte. Ebenfalls 2022 gewannen die Lohner den Niedersachsenpokal der Amateure durch einen 6:5-Sieg im Elfmeterschießen gegen den Heeslinger SC, wodurch sie sich für die erste Hauptrunde des DFB-Pokal 2022/23 qualifizierten. Dort trafen die Lohner auf den Bundesligisten FC Augsburg und unterlagen mit 0:4.
Am 15. November 2022 trat Trainer Henning Rießelmann aufgrund seiner vorhergehenden rassistischen Äußerung in einem Spiel gegen den Bremer SV zurück. 2025 gewannen die Lohner den Niedersachsenpokal der Dritt- und Regionalligisten durch einen 4:2-Finalsieg beim VfL Osnabrück. Dadurch ist der Verein erneut für den DFB-Pokal 2025/26 qualifiziert und trifft in der 1. Hauptrunde auf die SpVgg Greuther Fürth.

### Erfolge
- Teilnahme am DFB-Pokal: 2022/23, 2025/26
- Meister der Oberliga Niedersachsen: 2022
- Niedersachsenpokalsieger 3. Liga/Regionalliga: 2025
- Niedersachsenpokalsieger der Amateure: 2022

### Stadion

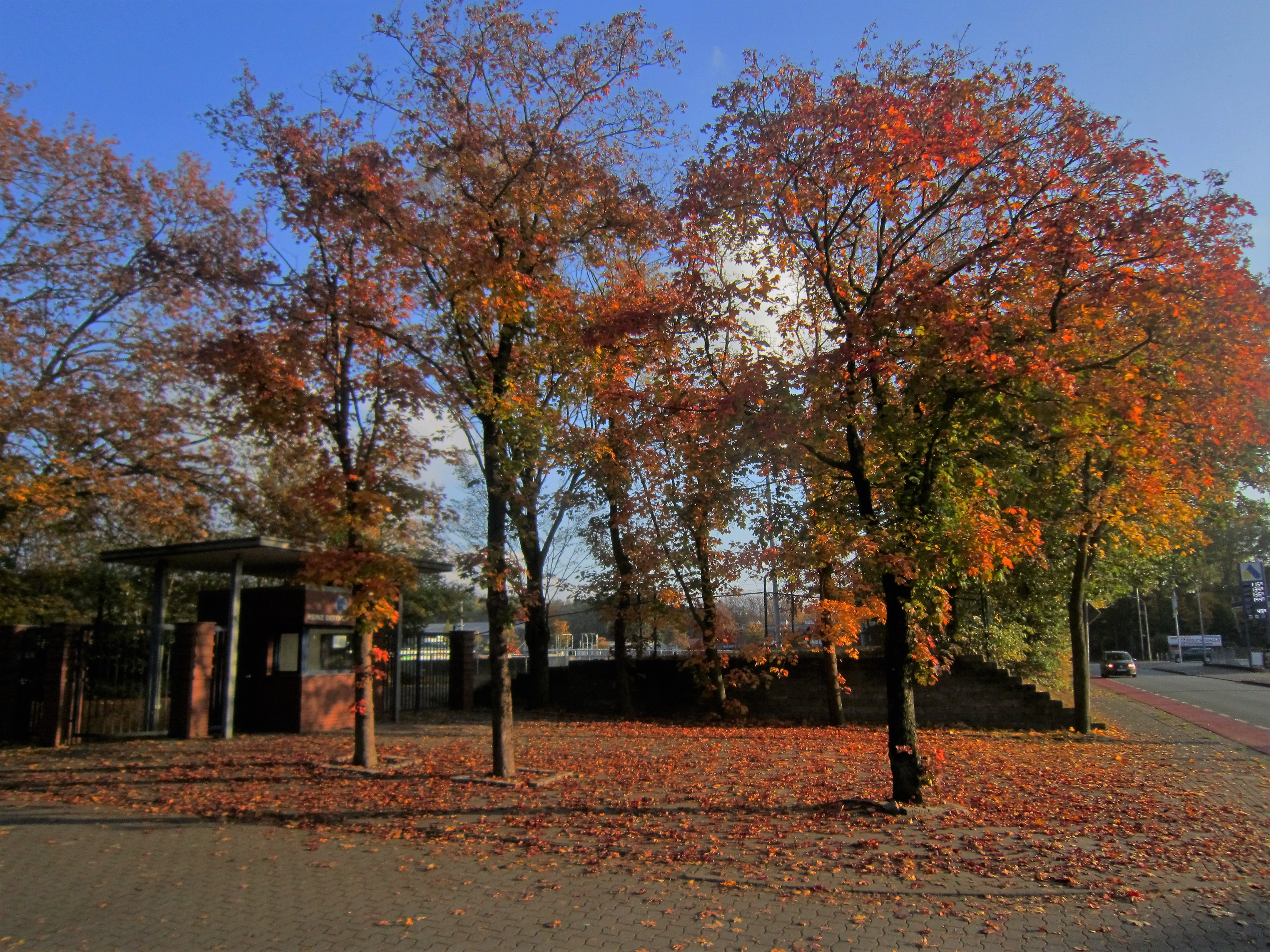
Heinz-Dettmer-Stadion

Die Heimspiele werden im Heinz-Dettmer-Stadion ausgetragen, welches Platz für 6000 Zuschauer bietet und früher als Stadion an der Steinfelder Straße bekannt war. Es wird auf Naturrasen gespielt, wobei die Spielfläche von einer Laufbahn umgeben ist. Während der Saison 1983/84 wurde eine Tribüne mit etwa 600 überdachten Sitzplätzen errichtet.

### Kader der Saison 2024/25
(Stand: 10. November 2024)
| Nr.        | Nat.        | Spieler            | Geboren       | Im Verein seit |
| ---------- | ----------- | ------------------ | ------------- | -------------- |
| Tor        |             |                    |               |                |
| 01         | Serbien     | Marko Đedović      | 9. Sep. 1997  | 2022           |
| 24         | Deutschland | Jakob Sieve        | 2. Okt. 2002  | 2024           |
| 33         | Deutschland | Christoph Bollmann | 10. Juli 1991 | 2020           |
| Abwehr     |             |                    |               |                |
| 04         | Niederlande | Stan van Dijck     | 7. Okt. 2000  | 2024           |
| 05         | Deutschland | Felix Oevermann    | 16. Sep. 1994 | 2018           |
| 06         | Deutschland | Malte Beermann     | 31. März 1992 | 2016           |
| 11         | Deutschland | Kai Westerhoff     | 14. Juni 1994 | 2012           |
| 18         | Deutschland | Theo Janotta       | 18. Sep. 2003 | 2023           |
| 22         | Deutschland | Tjark Reinert      | 30. Aug. 2003 | 2024           |
| Mittelfeld |             |                    |               |                |
| 03         | Deutschland | Laurenz Pölking    | 26. Feb. 2004 | 2024           |
| 08         | Deutschland | Nico Thoben        | 5. Aug. 1999  | 2023           |
| 10         | Deutschland | Marc Augé          | 6. März 2001  | 2023           |
| 14         | Deutschland | Roberto Sandu      | 22. Feb. 2005 | 2024           |
| 16         | Deutschland | Jakub Westendorf   | 20. Juni 1993 | 2020           |
| 17         | Deutschland | Sandro Heskamp     | 20. Juni 1994 | 2019           |
| 19         | Deutschland | Leonard Bredol     | 1. Aug. 2000  | 2021           |
| 20         | Deutschland | Aaron Goldman      | 16. Apr. 1994 | 2019           |
| 23         | Kosovo      | Rilind Neziri      | 6. März 1995  | 2020           |
| 25         | Deutschland | Niklas Tepe        | 18. Apr. 2004 | 2024           |
| 27         | Deutschland | Alessio Arambasic  | 8. März 2002  | 2024           |
| 28         | Deutschland | Malte Wengerowski  | 7. Apr. 2001  | 2021           |
| Sturm      |             |                    |               |                |
| 09         | Deutschland | Bernd Riesselmann  | 5. Juli 2005  | 2024           |
| 21         | Deutschland | Thorsten Tönnies   | 13. März 1991 | 2021           |
| 29         | Deutschland | Felix Schmiederer  | 5. Feb. 1996  | 2024           |

## Weitere Abteilungen

### Basketball
Die Basketballabteilung hat über 100 Mitglieder, die in 4 Mannschaften spielen. Die 1. Herren wurde in der Saison 2017/2018 Meister in der Bezirksklasse Herren (Senioren Weser-Ems UB Osnabrück) und spielt ab der Saison 2018/2019 in der Bezirksliga Herren Süd (Senioren Weser-Ems). Die 2. Mannschaft spielt in der 1. Kreisklasse Herren Nord (Senioren Weser-Ems UB Osnabrück). Die U18/U16 der Männer ist für die Saison 2018/2019 als eine Mannschaft für die Bezirksklasse (U18 Weser-Ems UB Osnabrück) gemeldet. Erstmals ist für die Saison 2018/2019 eine Frauenmannschaft (U12) für die Bezirksliga (U12 Weser-Ems UB Osnabrück) gemeldet.

### Karate
Der Karateabteilung gehören über 70 Mitglieder an. Die Abteilung (Dōjō) gehört dem DJKB (Deutsch-Japanischer Karate Verband) in der Stilrichtung Shōtōkan an. Vermittelt werden Grundkenntnisse (Kihon), Katas und deren Anwendung. Dazu kommt Kumite (Partnerübungen) und zusätzliche Selbstverteidigungstechniken.

### Judo
Die Judoabteilung (jap. 柔道 jūdō, wörtlich „sanfter/flexibler Weg“) bietet Übungsspiele, Teilnahme an Gürtelprüfungen, Selbstverteidigung und Judo-Kata, eine besonderen Form der Technikdemonstration an. Es gibt Kurse für Kinder, Jugendliche und Erwachsene.

### Poolbillard
Vor 1984 gab es in Lohne drei Poolbillardvereine, den BC Weinberg, BC Rechts Ran sowie der BC Schwarz-Weiß Lohne. 1984 schlossen sich diese Vereine in der neuen Abteilung Poolbillard dem Blau-Weiß Lohne an. 5 Mannschaften nehmen am Spielbetrieb teil und können regelmäßig Teilnahmen an Landesmeisterschaften und Deutschen Meisterschaften vorweisen.

### Gesundheitssport
Bislang konnte Reha-Sport Kurse fast ausschließlich mit ärztlichen Verordnung besucht werden. Mit Gründung der Abteilung Gesundheitssport wird jedem Mitglied des Vereins mehrere Kurse angeboten. Die Kurse sind Pilates-, Yoga- und Entspannungskurse, Rehabilitationssport und Aquafitness.

### American Football
2019 wurde die Abteilung American Football des Vereins gegründet und nennt sich Lohne Longhorns. Die Abteilung befand sich noch im Aufbau und nahm noch nicht an Ligaspielen teil. In der Ligaplanung für 2020 stehen die Lohne Longhorns gemeldet in der Landesliga 2. Die erste Saison spielten die Longhorns in der Landesliga Nord D. Dort gelang eine „perfect season“, ohne Niederlage konnte der direkt Aufstieg in die Verbandsliga erreicht werden. Im Februar 2022 wurde die Jugendabteilung als Lohne Younghorns gegründet.

## Ehemalige Abteilungen

### Abteilung Tennisclub Blau-Weiß Lohne
Am 19. März 1971 war unter Leitung des BWL-Vorsitzenden Ernst Pundt die Gründungsversammlung der Tennisabteilung des TuS Blau-Weiß Lohne in der Gaststätte Kalvelage. Die neue Abteilung bekam den Namen Tennisclub Blau-Weiß Lohne. Die Tennisabteilung hatte bei der Gründung drei bestehende Tennisanlagen. Bei der Mitgliederversammlung am 12. Februar 1974 wurde beschlossen die vorhandenen Anlagen durch ein Spielerheim und drei Tennisplätze zu erweitern. Die Abteilung zählte zu diesem Zeitpunkt 300 Mitglieder. Am 12. August 1977 wurde auf einer Mitgliederversammlung der Tennisabteilung beschlossen den Tennisverein Lohne als eigenständigen Verein zu gründen. Die Eintragung in das Vereinsregister erfolgte am 7. September 1977 und somit der endgültige Austritt aus dem TuS Blau-Weiss Lohne.

## Persönlichkeiten
- Ansgar Brinkmann, wurde Bundesligaspieler bei z. B. Eintracht Frankfurt und Arminia Bielefeld
- Michael Bürgel, Spieler und Jugendtrainer, späterer Politiker (SPD)
- Simon Engelmann, wurde Drittligaspieler bei Rot-Weiss Essen
- Alparslan Erdem, wird Fußballprofi bei Werder Bremen, Galatasaray Istanbul, der türkischen U-21 und der türkischen A2 Nationalmannschaft[16]
- Martin Haskamp, wurde Bundesligaspieler bei Werder Bremen
- Marek Janssen, wurde Drittligaspieler beim SV Meppen
- Slawa Kerber, wurde zweimaliger deutscher Vizemeister im Boxen[17]
- Benno Möhlmann, wurde Bundesligaspieler bei Werder Bremen und dem Hamburger SV
- Erik Pfeifer, im Boxen mehrfacher deutscher Meister, Europameister und Weltmeister im Superschwergewicht (Verband AIBA)[18]
- Peter Remmert, wurde Zweitligaspieler beim FC Schalke 04
- Thorsten Tönnies, wurde deutscher U-18- und U-19-Nationalspieler
- Leon-Oumar Wechsel, wurde Drittligaspieler bei Hannover 96 II